# Giacomo Bulgarelli
Giacomo Bulgarelli (Portonovo di Medicina, 24 ottobre 1940 – Bologna, 12 febbraio 2009) è stato un calciatore italiano, di ruolo centrocampista.
Campione d'Europa con la nazionale italiana nel 1968, legò la sua intera carriera al Bologna, squadra in cui giocò per 4 anni nelle giovanili e per i successivi 16 in prima squadra, ricoprendone a lungo il ruolo di capitano, e con cui vinse lo scudetto nel 1964.

## Caratteristiche tecniche
Ricopriva il ruolo di mezzala destra, fulcro delle manovre d'attacco. Personalità carismatica, capace di contribuire con efficacia sia all'impostazione della manovra che alla fase difensiva, coniugava doti tecniche e atletismo. Negli ultimi anni di attività, tormentato da frequenti infortuni al ginocchio, arretrò la sua posizione andando a ricoprire il ruolo di libero.

## Carriera

### Giocatore

#### Club

Bruschini battuto dal tiro di Bulgarelli, vanamente contrastato da Cervato, in Bologna-SPAL (4-1) del 28 ottobre 1962.

Nella sua carriera ha collezionato 391 presenze (più uno spareggio) in Serie A e 43 gol, indossando sempre la maglia del Bologna, dall'esordio del 19 aprile 1959, al ritiro del 4 maggio 1975.
Nel 1964 contribuì con una grande prova alla conquista del settimo scudetto bolognese, vincendo a Roma lo spareggio contro l'Inter per 2-0; il trionfo fu dedicato a Renato Dall'Ara, storico presidente del Bologna deceduto quattro giorni prima dopo aver ricoperto tale carica ininterrottamente dal 1934 (ed al quale nel 1983 sarà intitolato lo stadio comunale del capoluogo emiliano).
Per anni capitano della squadra e molto amato dai tifosi (quando entrava in campo, il capo della tifoseria felsinea Gino Villani gli rivolgeva sempre al megafono il saluto "Onorevole Giacomino, salute!"), volle legare indissolubilmente la sua carriera ai colori rossoblù, arrivando a rifiutare l'offerta di un trasferimento al Milan.
Nel 1975, finita la sua avventura con il Bologna, accettò di giocare 2 gare nel campionato americano (NASL) con la maglia degli Hartford Bicentennials, prima del definitivo ritiro dai campi da gioco.

#### Nazionale

Bulgarelli in azione in maglia azzurra a Genova nel 1964, nella sfida contro la Finlandia valida per le qualificazioni al campionato del mondo 1966.

Prese parte alle Olimpiadi di Roma del 1960 con una nazionale olimpica italiana ricca di giovani talenti che giunse quarta. Esordì con la nazionale maggiore italiana al campionato del mondo 1962 segnando 2 reti nella partita vinta contro la Svizzera per 3-0; complessivamente vanta 29 presenze e 7 reti in nazionale, con la quale partecipò anche al campionato del mondo 1966.
Per due volte fu capitano degli azzurri: contro l'Austria, il 18 giugno 1966 in amichevole, e nella celebre partita contro la Corea del Nord, persa per 1-0, che eliminò gli italiani dal campionato mondiale 1966 in Inghilterra; in quella occasione Bulgarelli, a causa di un infortunio al ginocchio subito nel primo tempo, dovette uscire dal campo e l'Italia terminò la partita in dieci uomini, in quanto il regolamento di allora non permetteva sostituzioni.. Fece parte anche della rosa che vinse il campionato europeo 1968, ma nelle gare della fase finale non fu impiegato (la sua ultima presenza in azzurro risale al 1967, contro la Romania).

### Dopo il ritiro
Nei primi anni ottanta intraprese la carriera di direttore sportivo al Modena, alla Pistoiese, nel suo Bologna, al Catania e al Palermo.
Negli anni novanta iniziò a lavorare come commentatore televisivo per TMC, Mediaset, Rai (dove commentò con Bruno Pizzul le partite dell'Italia ai campionato del mondo 2002), È TV e per la piattaforma televisiva Gioco Calcio. Insieme a Massimo Caputi fu anche commentatore della serie di videogiochi FIFA nelle stagioni dal 1998 al 2002 e del videogioco PC Calcio. Ha inoltre collaborato con La Gazzetta dello Sport.

## Morte
Affetto da tumore e ricoverato nella clinica Villa Nigrisoli di Bologna, vi morì il 12 febbraio 2009, all'età di 68 anni.
In occasione dei funerali, fu proclamato a Bologna il lutto cittadino, prima volta per uno sportivo. Le esequie, celebrate nella cattedrale di San Pietro dal vescovo ausiliare di Bologna Ernesto Vecchi, hanno visto la presenza di molte autorità sportive e politiche, nonché di tanti tifosi rossoblu. La tomba si trova nel cortile del Cinerario del cimitero monumentale della Certosa di Bologna.

### Iniziative in memoria di Bulgarelli
A differenza di quanto spesso avviene con i giocatori diventati elementi simbolo delle proprie squadre, il Bologna decise di non ritirare la maglia da lui indossata, la numero 8, come era stato chiesto da più parti, ma di ricordare Bulgarelli con una borsa di studio annuale ad un calciatore del settore giovanile "che si distinguerà per sportività, correttezza e lealtà". Il Comune di Bologna e il Bologna FC 1909 hanno d'intesa modificato il nome della "Curva Andrea Costa" dello Stadio Renato Dall'Ara intitolandola a Giacomo Bulgarelli. Dal 2011, l'Associazione Giacomo Bulgarelli e l'Associazione Italiana Calciatori, con il patrocinio della FIFPro, organizzano il Premio Bulgarelli Number 8, che sceglie i tre candidati al titolo di mezzala più completa dell'anno solare nel mondo. Il premio è nato da un'idea di Luigi Colombo (che lavorò assieme a Bulgarelli come telecronista a TMC e Gioco Calcio TV), giornalista e presidente dell'Associazione Bulgarelli. Inoltre ogni 1º maggio si tiene a Portonovo, paese natale di Bulgarelli, un torneo in sua memoria.

### Bulgarelli nel cinema, nella letteratura e nella musica
Nel 1965 Bulgarelli compare nel film-documentario di Pier Paolo Pasolini Comizi d'amore, in cui l'autore cerca di conoscere le opinioni degli italiani sulla sessualità, l'amore e il buon costume e vedere come sia cambiata negli ultimi anni la morale del suo paese. Nel film, Pasolini, grande tifoso del Bologna, intervista alcuni giocatori rossoblu, tra cui il giovane Bulgarelli. In seguito, Pasolini tentò di convincere Bulgarelli a recitare nel suo film I racconti di Canterbury, ma la proposta non fu accettata.
Nel 2009, i registi Elisabetta Pandimiglio e César Meneghetti, in collaborazione con la Cineteca di Bologna, realizzano il film-documentario "L'incontro" che celebra il Bologna della stagione 1963-1964, l'annata del settimo scudetto rossoblu. La ricostruzione collettiva di quel campionato conduce inevitabilmente a Giacomo Bulgarelli, grande campione e protagonista di primo piano dello spareggio e di un'epopea del Bologna e del calcio italiano.
Nel 1965, il giornalista Italo Cucci gli dedica un libro: Il Borghese Bulgarelli, poi riedito nel 2011 da Lìmina edizioni con il titolo di "Il mondo di Giacomo Bulgarelli". Nel 1998, lo scrittore Fernando Acitelli gli dedica una poesia nel suo libro La solitudine dell'ala destra, e il poeta Davide Ferrari ha scritto, nel 2009, il ricordo di Bulgarelli per il Quotidiano "Il Bologna".

## Statistiche

### Presenze e reti nei club
Fonte: L'enciclopedia dei cento anni
| Stagione        | Squadra                | Campionato      | Campionato | Campionato | Coppe nazionali | Coppe nazionali | Coppe nazionali | Coppe europee | Coppe europee | Coppe europee | Altre coppe | Altre coppe | Altre coppe | Totale | Totale |
| Stagione        | Squadra                | Comp            | Pres       | Reti       | Comp            | Pres            | Reti            | Comp          | Pres          | Reti          | Comp        | Pres        | Reti        | Pres   | Reti   |
| --------------- | ---------------------- | --------------- | ---------- | ---------- | --------------- | --------------- | --------------- | ------------- | ------------- | ------------- | ----------- | ----------- | ----------- | ------ | ------ |
| 1958-1959       | Bologna                | A               | 2          | 0          | CI              | 0               | 0               | -             | -             | -             | -           | -           | -           | 2      | 0      |
| 1959-1960       | Bologna                | A               | 13         | 0          | CI              | 1               | 0               | -             | -             | -             | CA          | 2           | 0           | 16     | 0      |
| 1960-1961       | Bologna                | A               | 18         | 1          | CI              | 1               | 0               | -             | -             | -             | -           | -           | -           | 19     | 1      |
| 1961-1962       | Bologna                | A               | 26         | 8          | CI              | 1               | 0               | -             | -             | -             | CM          | 4           | 1           | 31     | 9      |
| 1962-1963       | Bologna                | A               | 30         | 7          | CI              | 1               | 0               | -             | -             | -             | -           | -           | -           | 31     | 7      |
| 1963-1964       | Bologna                | A               | 32+1       | 8+0        | CI              | 3               | 1               | -             | -             | -             | -           | -           | -           | 36     | 9      |
| 1964-1965       | Bologna                | A               | 29         | 5          | CI              | 1               | 0               | CC            | 3             | 0             | -           | -           | -           | 33     | 5      |
| 1965-1966       | Bologna                | A               | 29         | 2          | CI              | 1               | 0               | -             | -             | -             | -           | -           | -           | 30     | 2      |
| 1966-1967       | Bologna                | A               | 31         | 4          | CI              | 1               | 0               | CdF           | 8             | 1             | -           | -           | -           | 40     | 5      |
| 1967-1968       | Bologna                | A               | 13         | 0          | CI              | 4               | 0               | CdF           | 6             | 0             | -           | -           | -           | 23     | 0      |
| 1968-1969       | Bologna                | A               | 24         | 2          | CI              | 2               | 0               | CdF           | 4             | 0             | -           | -           | -           | 30     | 2      |
| 1969-1970       | Bologna                | A               | 21         | 0          | CI              | 11              | 5               | -             | -             | -             | -           | -           | -           | 32     | 5      |
| 1970-1971       | Bologna                | A               | 28         | 2          | CI              | 1               | 0               | CdC           | 2             | 0             | CAI + CdL   | 4+2         | 3+0         | 37     | 5      |
| 1971-1972       | Bologna                | A               | 23         | 1          | CI              | 10              | 2               | CU            | 2             | 0             | -           | -           | -           | 35     | 3      |
| 1972-1973       | Bologna                | A               | 29         | 1          | CI              | 7               | 0               | -             | -             | -             | CAI         | 4           | 0           | 40     | 1      |
| 1973-1974       | Bologna                | A               | 25         | 1          | CI              | 11              | 0               | -             | -             | -             | -           | -           | -           | 36     | 1      |
| 1974-1975       | Bologna                | A               | 18         | 1          | CI              | 0               | 0               | CdC           | 1             | 0             | -           | -           | -           | 19     | 1      |
| Totale Bologna  | Totale Bologna         | Totale Bologna  | 391+1      | 43+0       |                 | 56              | 8               |               | 26            | 1             |             | 16          | 4           | 490    | 56     |
| 1975            | Hartford Bicentennials | NASL            | 2          | 0          | USOC            | 0               | 0               | -             | -             | -             | -           | -           | -           | 2      | 0      |
| Totale carriera | Totale carriera        | Totale carriera | 393+1      | 43+0       |                 | 56              | 8               |               | 26            | 1             |             | 16          | 4           | 492    | 56     |

### Cronologia presenze e reti in nazionale
| Cronologia completa delle presenze e delle reti in nazionale ― Italia | Cronologia completa delle presenze e delle reti in nazionale ― Italia | Cronologia completa delle presenze e delle reti in nazionale ― Italia | Cronologia completa delle presenze e delle reti in nazionale ― Italia | Cronologia completa delle presenze e delle reti in nazionale ― Italia | Cronologia completa delle presenze e delle reti in nazionale ― Italia | Cronologia completa delle presenze e delle reti in nazionale ― Italia | Cronologia completa delle presenze e delle reti in nazionale ― Italia |
| Data                                                                  | Città                                                                 | In casa                                                               | Risultato                                                             | Ospiti                                                                | Competizione                                                          | Reti                                                                  | Note                                                                  |
| --------------------------------------------------------------------- | --------------------------------------------------------------------- | --------------------------------------------------------------------- | --------------------------------------------------------------------- | --------------------------------------------------------------------- | --------------------------------------------------------------------- | --------------------------------------------------------------------- | --------------------------------------------------------------------- |
| 7-6-1962                                                              | Santiago del Cile                                                     | Italia                                                                | 3 – 0                                                                 | Svizzera                                                              | Mondiali 1962 - 1º turno                                              | 2                                                                     |                                                                       |
| 11-11-1962                                                            | Vienna                                                                | Austria                                                               | 1 – 2                                                                 | Italia                                                                | Amichevole                                                            | -                                                                     |                                                                       |
| 2-12-1962                                                             | Bologna                                                               | Italia                                                                | 6 – 0                                                                 | Turchia                                                               | Qual. Euro 1964                                                       | -                                                                     |                                                                       |
| 12-5-1963                                                             | Milano                                                                | Italia                                                                | 3 – 0                                                                 | Brasile                                                               | Amichevole                                                            | 1                                                                     |                                                                       |
| 9-6-1963                                                              | Vienna                                                                | Austria                                                               | 0 – 1                                                                 | Italia                                                                | Amichevole                                                            | -                                                                     |                                                                       |
| 13-10-1963                                                            | Mosca                                                                 | Unione Sovietica                                                      | 2 – 0                                                                 | Italia                                                                | Qual. Euro 1964                                                       | -                                                                     |                                                                       |
| 10-11-1963                                                            | Roma                                                                  | Italia                                                                | 1 – 1                                                                 | Unione Sovietica                                                      | Qual. Euro 1964                                                       | -                                                                     |                                                                       |
| 14-12-1963                                                            | Torino                                                                | Italia                                                                | 1 – 0                                                                 | Austria                                                               | Amichevole                                                            | -                                                                     |                                                                       |
| 11-4-1964                                                             | Firenze                                                               | Italia                                                                | 0 – 0                                                                 | Cecoslovacchia                                                        | Amichevole                                                            | -                                                                     |                                                                       |
| 4-11-1964                                                             | Genova                                                                | Italia                                                                | 6 – 1                                                                 | Finlandia                                                             | Qual. Mondiali 1966                                                   | 1                                                                     |                                                                       |
| 5-12-1964                                                             | Bologna                                                               | Italia                                                                | 3 – 1                                                                 | Danimarca                                                             | Amichevole                                                            | 1                                                                     |                                                                       |
| 13-3-1965                                                             | Amburgo                                                               | Germania Ovest                                                        | 1 – 1                                                                 | Italia                                                                | Amichevole                                                            | -                                                                     |                                                                       |
| 18-4-1965                                                             | Varsavia                                                              | Polonia                                                               | 0 – 0                                                                 | Italia                                                                | Qual. Mondiali 1966                                                   | -                                                                     |                                                                       |
| 1-5-1965                                                              | Firenze                                                               | Italia                                                                | 4 – 1                                                                 | Galles                                                                | Amichevole                                                            | -                                                                     |                                                                       |
| 16-6-1965                                                             | Malmö                                                                 | Svezia                                                                | 2 – 2                                                                 | Italia                                                                | Amichevole                                                            | -                                                                     |                                                                       |
| 23-6-1965                                                             | Helsinki                                                              | Finlandia                                                             | 0 – 2                                                                 | Italia                                                                | Qual. Mondiali 1966                                                   | -                                                                     |                                                                       |
| 27-6-1965                                                             | Budapest                                                              | Ungheria                                                              | 2 – 1                                                                 | Italia                                                                | Amichevole                                                            | -                                                                     |                                                                       |
| 1-11-1965                                                             | Roma                                                                  | Italia                                                                | 6 – 1                                                                 | Polonia                                                               | Qual. Mondiali 1966                                                   | -                                                                     |                                                                       |
| 9-11-1965                                                             | Glasgow                                                               | Scozia                                                                | 1 – 0                                                                 | Italia                                                                | Qual. Mondiali 1966                                                   | -                                                                     |                                                                       |
| 7-12-1965                                                             | Napoli                                                                | Italia                                                                | 3 – 0                                                                 | Scozia                                                                | Qual. Mondiali 1966                                                   | -                                                                     |                                                                       |
| 14-6-1966                                                             | Bologna                                                               | Italia                                                                | 6 – 1                                                                 | Bulgaria                                                              | Amichevole                                                            | -                                                                     |                                                                       |
| 18-6-1966                                                             | Milano                                                                | Italia                                                                | 1 – 0                                                                 | Austria                                                               | Amichevole                                                            | -                                                                     | Cap.                                                                  |
| 22-6-1966                                                             | Torino                                                                | Italia                                                                | 3 – 0                                                                 | Argentina                                                             | Amichevole                                                            | -                                                                     |                                                                       |
| 29-6-1966                                                             | Firenze                                                               | Italia                                                                | 5 – 0                                                                 | Messico                                                               | Amichevole                                                            | 2                                                                     |                                                                       |
| 13-7-1966                                                             | Sunderland                                                            | Italia                                                                | 2 – 0                                                                 | Cile                                                                  | Mondiali 1966 - 1º turno                                              | -                                                                     |                                                                       |
| 16-7-1966                                                             | Sunderland                                                            | Unione Sovietica                                                      | 1 – 0                                                                 | Italia                                                                | Mondiali 1966 - 1º turno                                              | -                                                                     |                                                                       |
| 19-7-1966                                                             | Middlesbrough                                                         | Corea del Nord                                                        | 1 – 0                                                                 | Italia                                                                | Mondiali 1966 - 1º turno                                              | -                                                                     | Cap.                                                                  |
| 27-3-1967                                                             | Roma                                                                  | Italia                                                                | 1 – 1                                                                 | Portogallo                                                            | Amichevole                                                            | -                                                                     |                                                                       |
| 25-6-1967                                                             | Bucarest                                                              | Romania                                                               | 0 – 1                                                                 | Italia                                                                | Qual. Euro 1968                                                       | -                                                                     |                                                                       |
| Totale                                                                |                                                                       | Presenze (92º posto)                                                  | 29                                                                    |                                                                       | Reti (49º posto)                                                      | 7                                                                     |                                                                       |

### Record
- Giocatore con più presenze nella storia del Bologna (488).[24]
- Giocatore con più presenze in Serie A nella storia del Bologna (391).[24]
- Giocatore con più presenze in nazionale Italiana nella storia del Bologna (29).

## Palmarès

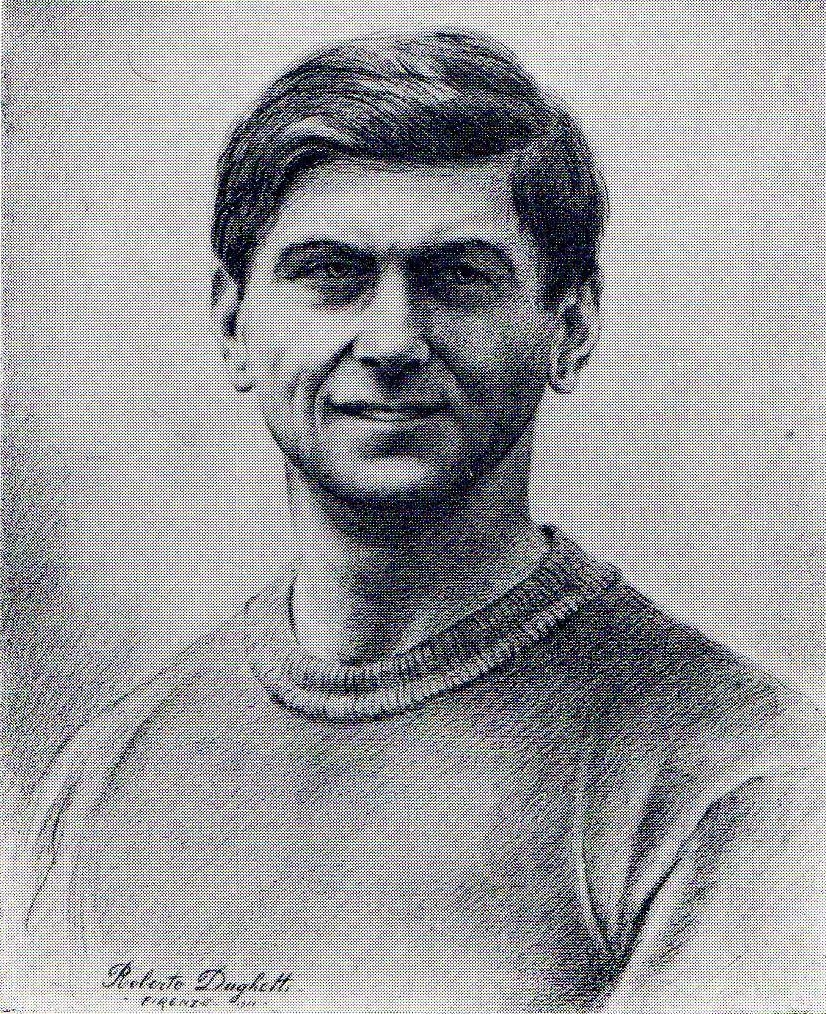
Un ritratto di Bulgarelli

### Club

#### Competizioni nazionali
- Campionato italiano: 1

Bologna: 1963-1964
- Coppa Italia: 2

Bologna: 1969-1970, 1973-1974

#### Competizioni internazionali
- Coppa Mitropa: 1

Bologna: 1961
- Coppa di Lega Italo-Inglese: 1

Bologna: 1970

### Nazionale
- Campionato d'Europa: 1

Italia 1968

### Individuale
- Inserito nella Hall of fame del calcio italiano

2014 (riconoscimento alla memoria)